# Марчелло Кастелліні
Марчелло Кастелліні (італ. Marcello Castellini, нар. 2 січня 1973, Перуджа) — італійський футболіст, що грав на позиції захисника, зокрема за «Перуджу», «Сампдорію», «Болонья», а також національну збірну Італії.

## Клубна кар'єра
Народився 2 січня 1973 року в місті Перуджа. Вихованець футбольної школи місцевого однойменного клубу. Дорослу футбольну кар'єру розпочав 1990 року в основній команді «Перуджі», в якій провів чотири сезони, взявши участь у 51 матчі чемпіонату. 
1994 року перейшов до «Парми», де не був гравцем основного складу, проте став володарем Кубка УЄФА 1994/95, зокрема взявши участь у другому матчі Фіналу турініру.
Згодом на один сезон повернувся до «Перуджі», після чого 1997 року став гравцем «Сампдорії», де провів три сезони у статусі основного захисника.
Протягом першої половини 2000-х грав за «Болонью», «Парму» та «Сампдорію», після чого удруге прийшов до «Болоньї», виступами за яку завершив ігрову кар'єру у 2009 році.

## Виступи за збірну
2003 року провів свою єдину офіційну гру у складі національної збірної Італії.
| Дата       | Місто  | Господарі | Результат | Гості   | Турнір           | Голи | Примітки |
| ---------- | ------ | --------- | --------- | ------- | ---------------- | ---- | -------- |
| 16-11-2003 | Анкона | Італія    | 1 – 0     | Румунія | товариський матч | -    | 55'      |
| Усього     |        | Матчів    | 1         |         | Голів            | -    |          |

## Титули і досягнення
- Володар Кубка УЄФА (1):

«Парма»: 1994-1995